# Kolodeje, Horohiv
Kolodeje (în ucraineană Колодеже) este localitatea de reședință a comunei Kolodeje din raionul Horohiv, regiunea Volînia, Ucraina.

## Demografie
Componența lingvistică a localității Kolodeje
     Ucraineană (99,49%)
     Alte limbi (0,17%)
Conform recensământului din 2001, majoritatea populației localității Kolodeje era vorbitoare de ucraineană (99,49%), existând în minoritate și vorbitori de alte limbi.